# Lyndsy Fonseca

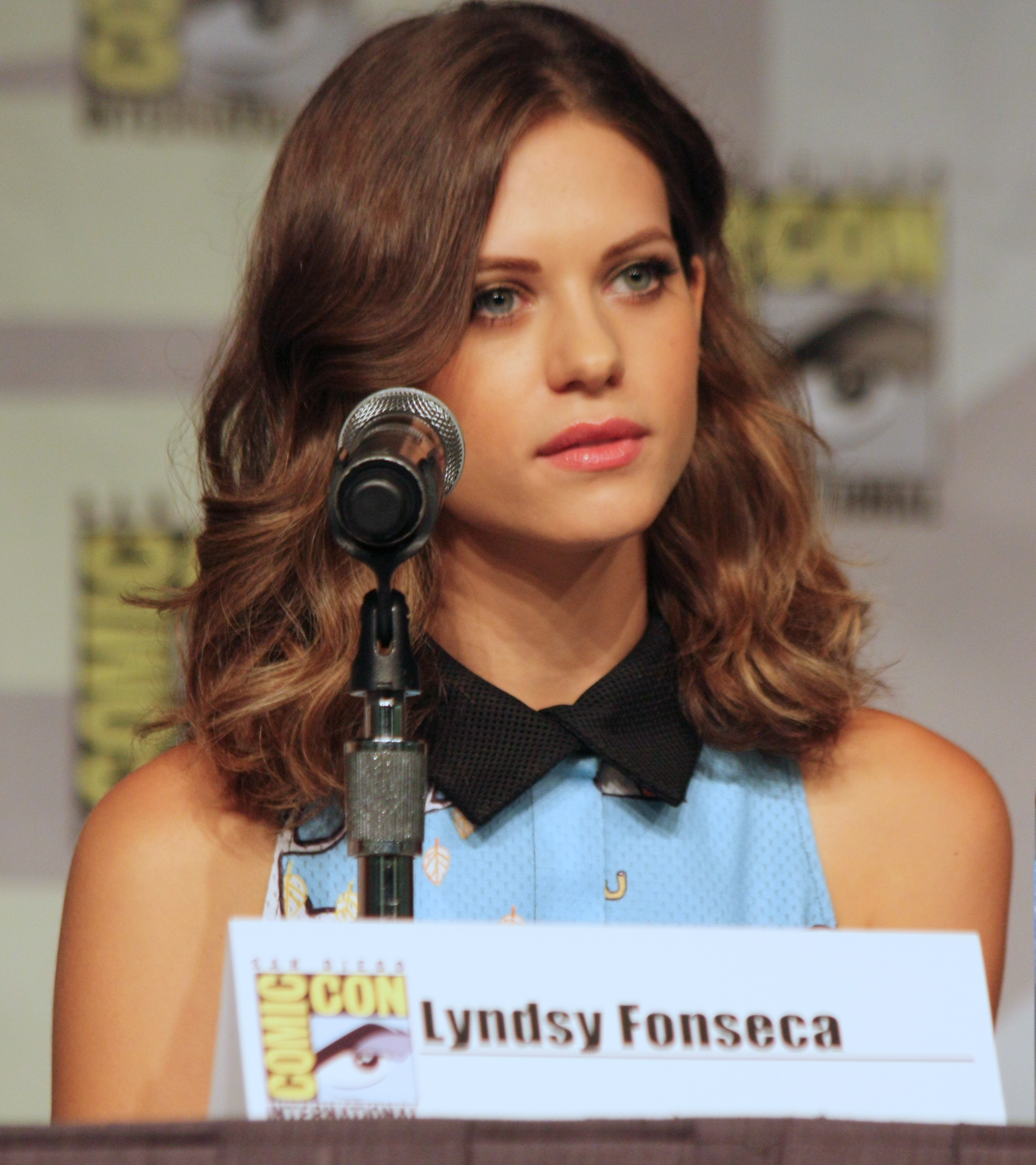
Lyndsy Fonseca (2013)

Lyndsy Marie Fonseca (ur. 7 stycznia 1987 w Oakland) – amerykańska aktorka, która grała m.in. w serialach Gotowe na wszystko, Żar młodości i Nikita.

## Filmografia

### Film
| Rok  | Tytuł                                     | Rola             | Uwagi                             |
| ---- | ----------------------------------------- | ---------------- | --------------------------------- |
| 2006 | Intellectual Property                     | Jenny            |                                   |
| 2007 | Remember the Daze                         | Dawn             | oryg. tyt. The Beautiful Ordinary |
| 2010 | Kick-Ass                                  | Katie Deauxma    |                                   |
| 2010 | Jutro będzie futro (Hot Tub Time Machine) | Jenny Steadmeyer |                                   |
| 2010 | Oddział (The Ward)                        | Iris             |                                   |
| 2011 | Fort McCoy                                | Anna Gerkey      |                                   |
| 2013 | Kick-Ass 2                                | Katie Deauxma    |                                   |
| 2015 | HOSS                                      | Samantha Burke   | krótkometrażowy                   |
| 2016 | Moments of Clarity                        | Danielle         |                                   |
| 2016 | Gorący materiał (The Escort)              | Natalie          |                                   |
| 2017 | Curvature                                 | Helen            |                                   |
| 2018 | My 'Friend' Mick                          | Fiona            | krótkometrażowy                   |
| 2019 | Agent Emerson                             | Alex Emerson     | krótkometrażowy                   |

### Telewizja
| Rok       | Tytuł                                                              | Rola                    | Uwagi                                |
| --------- | ------------------------------------------------------------------ | ----------------------- | ------------------------------------ |
| 2001–2005 | Żar młodości (The Young and the Restless)                          | Colleen Carlton         |                                      |
| 2003      | Boston Public                                                      | Jenn Cardell            | 4 odcinki                            |
| 2004      | Zwariowany świat Malcolma (Malcolm in the Middle)                  | Olivia                  | 1 odcinek                            |
| 2004      | Nowojorscy gliniarze (NYPD Blue)                                   | Madison Bernstein       | 1 odcinek                            |
| 2005      | I Do, They Don't                                                   | Sandy Barber            | film TV                              |
| 2005      | Co niesie życie (Ordinary Miracles)                                | Sally Anne Powell       | film TV                              |
| 2005      | Seks z internetu                                                   | Amy                     | film TV                              |
| 2005–2014 | Jak poznałem waszą matkę (How I Met Your Mother)                   | Penny Mosby             | 65 odcinków, sceny kręcono 2005-2007 |
| 2006–2009 | Trzy na jednego                                                    | Donna                   | 6 odcinków                           |
| 2006      | Filip z przyszłości (Phil of the Future)                           | Kristy                  | 1 odcinek                            |
| 2007      | Krok od domu (Close to Home)                                       | Jessica Conlon          | 1 odcinek                            |
| 2007      | CSI: Kryminalne zagadki Las Vegas (CSI: Crime Scene Investigation) | Megan Cooper            | 1 odcinek                            |
| 2007      | Dr House (House, M.D.)                                             | Addie                   | odcinek Resignation                  |
| 2007      | Herosi (Heroes)                                                    | April                   | 1 odcinek                            |
| 2007–2009 | Gotowe na wszystko (Desperate Housewives)                          | Dylan Mayfair           | 15 odcinków                          |
| 2010–2013 | Nikita                                                             | Alexandra „Alex” Udinov | główna rola (73 odcinki)             |
| 2011      | Pięć (Five)                                                        | Cheyanne                | film TV                              |
| 2015–2016 | Agentka Carter (Marvel's Agent Carter)                             | Angie Martinelli        | 7 odcinków                           |
| 2015–2016 | Dziadek z przypadku (Grandfathered)                                | Frankie                 | 2 odcinki                            |
| 2016      | RePlay                                                             | Allison                 | główna rola (12 odcinków)            |
| 2016      | Zagrywka (Pitch)                                                   | Cara                    | 1 odcinek                            |
| 2017      | The Haunted                                                        | Juno Bradley            | film TV                              |
| 2020      | You Can't Take My Daughter                                         | Amy Thompson            | film TV                              |
| 2020      | 9-1-1: Lone Star                                                   | Iris Blake              | 2 odc.                               |